# Tiergarten
Tiergarten (oficiální název Großer Tiergarten) je druhý největší městský park v Berlíně a třetí největší v Německu na ploše 2,1 km². Rozkládá se na území bývalého Západního Berlína, v centrální části se nachází Vítězný sloup z roku 1873. Napříč parkem prochází od Braniborské brány z východu na západ ulice 17. června (17. Juni). Severní část je ohraničena řekou Sprévou.
V roce 1527 je území uváděno jako lovecká oblast braniborského kurfiřta, kde byli loveni jeleni a jiná divoká zvířata. Odtud vznikl název (Tier – zvíře) a (Garten – zahrada). Pruský král Fridrich II. roku 1741 lov zakázal a pověřil architekta George von Knobelsdorff Wenzeslaus přebudováním oblasti na veřejný park. V roce 1844 byla v jihozápadní části na ploše 35 ha zřízena nejstarší německá zoologická zahrada.